# 热图利奥·瓦尔加斯 (南里奥格兰德州)
热图利奥·瓦尔加斯（Getúlio Vargas，葡萄牙語發音：[ʒeˈtulju ˈvaɾgɐs]）是巴西南里奥格兰德州的一个市镇。总面积286.564平方公里，总人口15961人，人口密度55.7人／平方公里。名字取自巴西总统热图利奥·瓦尔加斯。